# Axel Grandjean
Axel Carl William Grandjean, född 9 mars 1847, död 11 februari 1932, var en dansk tonsättare. Han var far till Poul Bredo Grandjean
Grandjean var elev vid konservatoriet, sångmästare vid Det Kongelige Teater, och har komponerat operorna De to Armringe, Colomba och Oluf samt balettmusik, pianomusik och körverk. Grandjean utgav en samling Holberg-musik från olika perioder i Det Kongelige Teaters historia.

## Utmärkelser
- Riddare av Dannebrogorden,  1917[2]

[Redigera Wikidata]